# Monde agricole en France depuis 1945
 (février 2008).
Si vous disposez d'ouvrages ou d'articles de référence ou si vous connaissez des sites web de qualité traitant du thème abordé ici, merci de compléter l'article en donnant les références utiles à sa vérifiabilité et en les liant à la section « Notes et références ».
Pour un article plus général, voir Condition paysanne en France du XIXe au XXIe siècle.
Depuis 1945, le monde agricole en France a vu la diminution considérable de la petite paysannerie de subsistance et l'avènement des fermes modernes gérées par les paysans-agriculteurs, cultivateurs, éleveurs que l'administration française nomme les exploitants agricoles.
En à peine plus d'un demi-siècle, la population française a connu de profondes mutations (économiques, démographiques, sociologiques...). Cela est particulièrement vrai dans le monde agricole : En 2019, l'INSEE recensait 400 000 agriculteurs et 250 000 ouvriers agricoles en France, représentant un peu plus de 2 % de la population active, alors que leur nombre était évalué à respectivement 1,6 million et 310 000 en 1982. Cette diminution de la part des actifs agricoles dans la population active française est encore plus forte lorsqu'observée depuis 1945, où leur nombre était évalué à 10 millions. Aucun autre secteur économique n’a connu une régression d’emplois aussi massive. Celle-ci est directement liée à la mécanisation, à l'emploi d'engrais de synthèse dans l'agriculture, qui a conduit à une hausse importante de la productivité et à une concentration des terres au sein de quelques grandes fermes d'exploitations agricoles.
La modernisation agricole a changé la composition du bourg, du village, provoquant un exode rural important voire une désertification des campagnes, en particulier dans la « diagonale du vide ». Aujourd'hui, les trois quarts de la population habitent dans les villes. Les petites fermes familiales laissent la place à des fermes beaucoup plus grandes tandis que l'agriculture de subsistance est remplacée par une agriculture modernisée liée à l'industrie agroalimentaire. Certains explorent toutefois d'autres voies dans une agriculture biologique liée ou pas au tourisme rural.

## La France, un pays longtemps rural

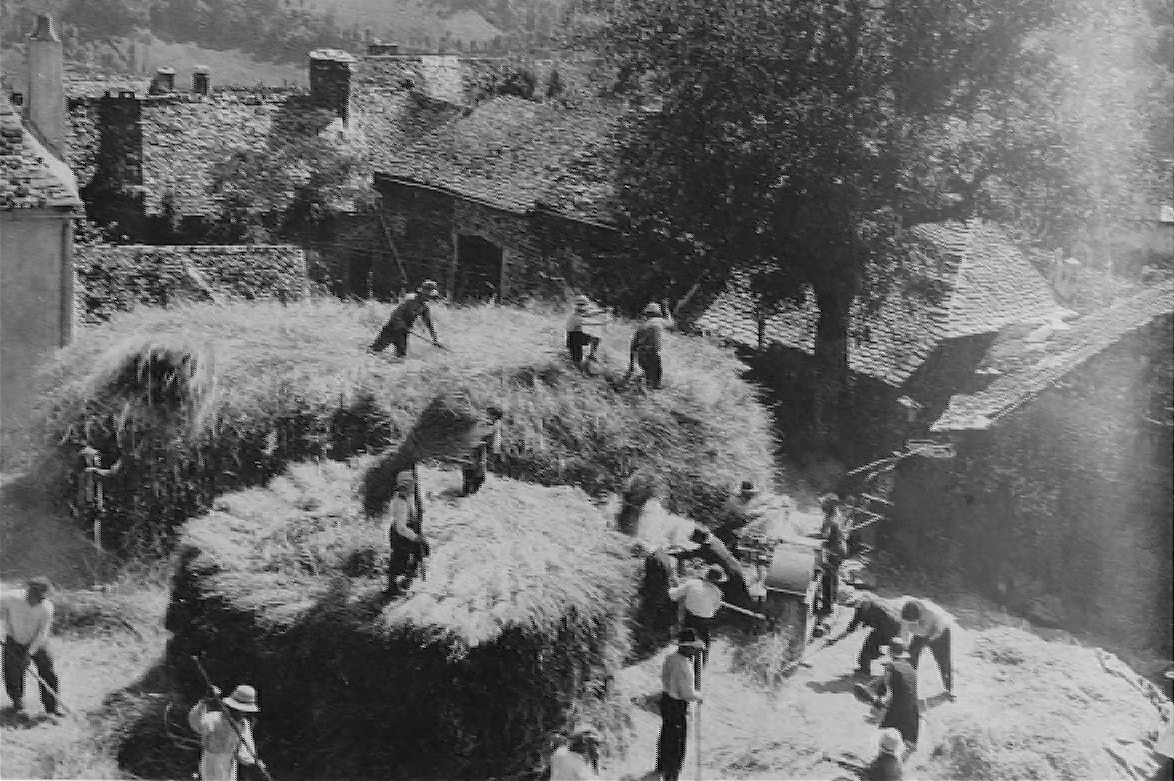
Scène de dépiquage dans une cour de château en 1932 (Pomayrols, Aveyron, France)

La France fut, pendant longtemps, un pays profondément rural, comparée aux autres pays européens et notamment l’Angleterre où  l’industrialisation rapide avait fait pratiquement disparaître le monde des petits paysans dès la fin du XVIIIe siècle.
Jusque dans les années 1930, la majorité de la population française est rurale et formée en majorité de petits agriculteurs. L'exode rural y est plus tardif que dans les autres pays d'Europe occidentale et d'Amérique du Nord, ne décollant véritablement que lors des Trente Glorieuses.
La ferme traditionnelle est peu mécanisée et peu productive, la plupart des travaux se font à la main. La surface de travail est liée à la capacité de travail avec les animaux. L’animal est à la fois un outil, un compagnon, un produit et il apporte aussi la fumure.

## Modernisation et conquête de l'autosuffisance alimentaire

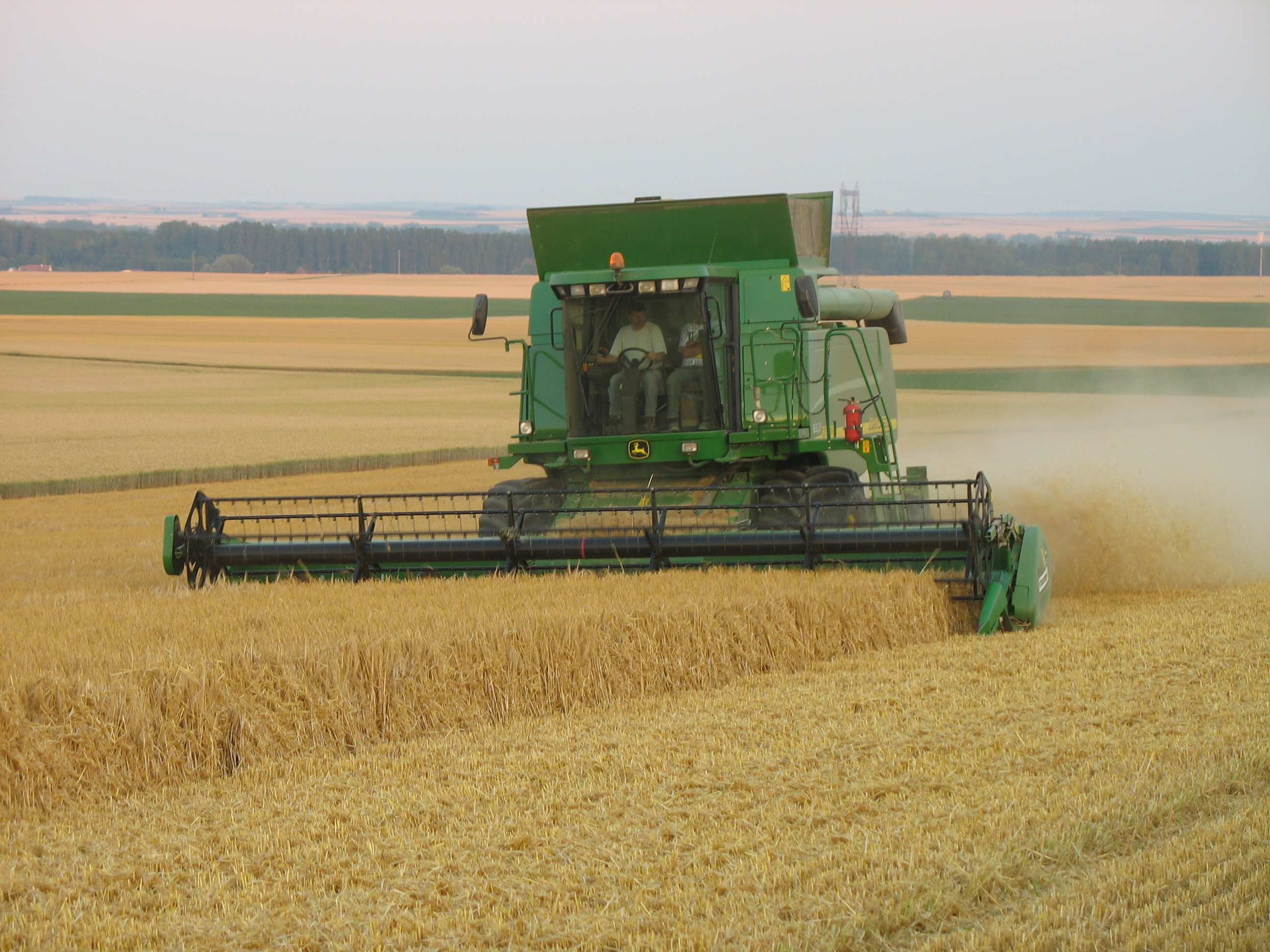
Après la Première Guerre mondiale, le moteur à explosion remplace la machine à vapeur qui elle-même remplaçait la force animale et humaine, encourageant ou permettant une diminution régulière de l'emploi agricole, et imposant une modification du paysage et des pratiques agricoles

À la fin de la Seconde Guerre mondiale, le pays se reconstruit, réorganise et modernise son agriculture. Celle-ci va rapidement devenir un des moteurs du redémarrage économique. En 1948, l’aide financière et matérielle des États-Unis à la reconstruction européenne (plan Marshall) est consentie pour l’intensification de la production via l’investissement et le progrès technique. Dans la foulée, le traité de Rome lance le marché commun européen.
On assiste alors à une « accélération de l’Histoire » comme l’écrit  Pierre Jakez Hélias dans Le Cheval d'orgueil (1975) pour évoquer les mutations radicales que connaît le pays Bigouden (Bretagne) depuis 1945. Avec l'Histoire de la France rurale de Georges Duby et Armand Wallon (1975), ces livres sont de véritables succès de librairie, témoignages d'une nostalgie rurale.
La ferme laisse peu à peu la place à l’entreprise agricole gérée « scientifiquement » avec une augmentation sans précédent des rendements et de la productivité, assistée par la création de l'Institut national de la recherche agronomique (INRA) en 1946. Les tracteurs et autres machines agricoles transforment radicalement les méthodes de travail. Le paysage est lui aussi  bouleversé, la mécanisation nécessitant une réorganisation des terroirs, c’est le remembrement: les haies sont abattues et les parcelles regroupées et agrandies.

### La PAC et l'autosuffisance
La France veut atteindre l’autosuffisance alimentaire, ce qui est fait dès les années 1970. Pour réaliser cet objectif on adopte une stratégie volontariste de modernisation des campagnes (lois d'orientation agricole de 1960 et 1962) et diverses aides publiques sont mises en place (subventions importantes). Les stocks de surproduction se comptent en millions de tonnes, les débouchés intérieurs sont saturés. Les pays du Nord se tournent alors vers le marché mondial. La France, qui bénéficie de la politique agricole commune (PAC), devient progressivement le premier pays producteur de l'Union européenne et le deuxième exportateur au monde de produits agroalimentaires [réf. nécessaire][Quand ?].
L’agriculture tient désormais une place prépondérante dans la balance commerciale du pays: en 2002, son excédent commercial avoisinait les 9 milliards d'euros, presque autant que son secteur automobile et aéronautique - respectivement 11 et 12 milliards d’euros la même année [réf. nécessaire]. Actuellement, l'Union européenne consacre 40 % de son budget au titre de la PAC - soit 0,4 % de son PIB. Depuis 1999, l'Union a décidé de compléter la dimension de la PAC portant sur le soutien des marchés et des prix agricoles (le « 1er pilier » de la PAC) par un « 2e pilier » consacré au développement rural.

### La concentration des terres
La taille des exploitations augmente. 60 % des exploitations françaises de moins de 20 hectares ont disparu entre 1967 et 1997, tandis que le nombre de celles de plus de 50 hectares a quasiment doublé. La concentration économique accompagne ce processus. En 1997, 10 % des exploitations européennes réalisaient plus de 65 % des revenus agricoles, les 50 % plus petites n’en réalisant que 5 %[réf. à confirmer].
Cet effort de concentration des terres après la Seconde Guerre mondiale, appelé « remembrement », est très encadré par la législation et soutenu par une volonté politique d'aménagement du territoire. Ce remembrement est cependant très inégal géographiquement : bien adapté au bassin parisien et aux grandes plaines céréalières, il est quasiment absent des régions d'arboriculture fruitière comme dans le Sud de la France, ou de régions comme la Bretagne.
Le fermage et le métayage voient leur part relative diminuer progressivement, au profit de faire-valoir directs. 467 000 exploitants agricoles relevaient du fermage, surtout dans le centre du bassin de Paris, en Haute-Normandie ou encore dans l'Ouest, ou du métayage, dans le Beaujolais ou dans des régions du Massif central, en 1955. Depuis 1988, le fermage connait un regain relatif constituant 63 % des superficies agricoles.
À partir des années 1990, la politique du remembrement marque le pas, la surproduction de l'agriculture européenne faisant place à d'autres préoccupations que la productivité : écologiques, environnementales, paysagères. Cependant la concentration des exploitations agricoles continue, elle passe de 1 016 755 au recensement agricole de 1988 à 663 807 au recensement agricole de 2000. La superficie agricole augmente toujours rapidement et approche en moyenne 45 hectares. Si ce mouvement de concentration se poursuit alors le nombre d'exploitation passera à 400 000 en 2015 et à 300 000 en 2025. L'augmentation de la taille des exploitations se faisant majoritairement par location de terre (ou fermage). Le métayage ne représentant plus que 1 % de la SAU.

### L'agriculture intensive
L’agriculture intensive demande aux paysans une remise en cause complète de leur mode de vie, afin de produire en quantité et à bas prix. La nouvelle norme de production se caractérise par la mécanisation systématique, l’apport massif d’intrants (engrais et produits phytosanitaires - la France est aussi le second consommateur mondial de pesticides derrière les États-Unis et le premier utilisateur européen [réf. nécessaire] - pour accroître considérablement les rendements), l’introduction massive de capitaux (endettement), l’incorporation de technologies biologiques, et la spécialisation de la production. Elle est particulièrement importante dans trois régions: la Bretagne pour l'élevage, le bassin de Paris et le bassin aquitain pour la céréaliculture, et le Languedoc et la vallée du Rhône pour les vignobles, l'arboriculture et les cultures maraichères.
Le rapport aux saisons change ; on cherche des moyens pour échapper au climat : serres ultra modernes, hydroponie (méthode de maraîchage se passant de terre avec apport des sucs nutritifs directement sur les racines des plantes), etc.

### Évolution sectorielle
De 1988 à 2000, la part des cultures en jachère a nettement augmenté passant de 243 215 hectares à 1 226 698 hectares, notamment à la suite de la réforme de la PAC de 1992. La surface agricole utilisée augmente de 25 595 799 à 27 856 313 hectares, ainsi que la surface des terres labourables de 17 075 649 à 18 353 436 hectares. À contrario, la superficie des pâturages diminue passant à 10 214 086 à 8 316 070 hectares. Cette évolution s'explique par la baisse prononcée du cheptel de bovins, et d'ovins, alors que les élevages industriels de porcs et de volailles se concentrent et produisent de plus en plus.

## La «fin des paysans» et l'exploitation agricole moderne

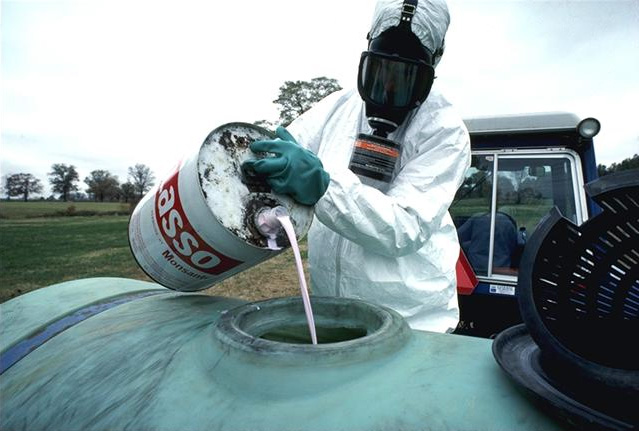
Utilisation d'herbicide

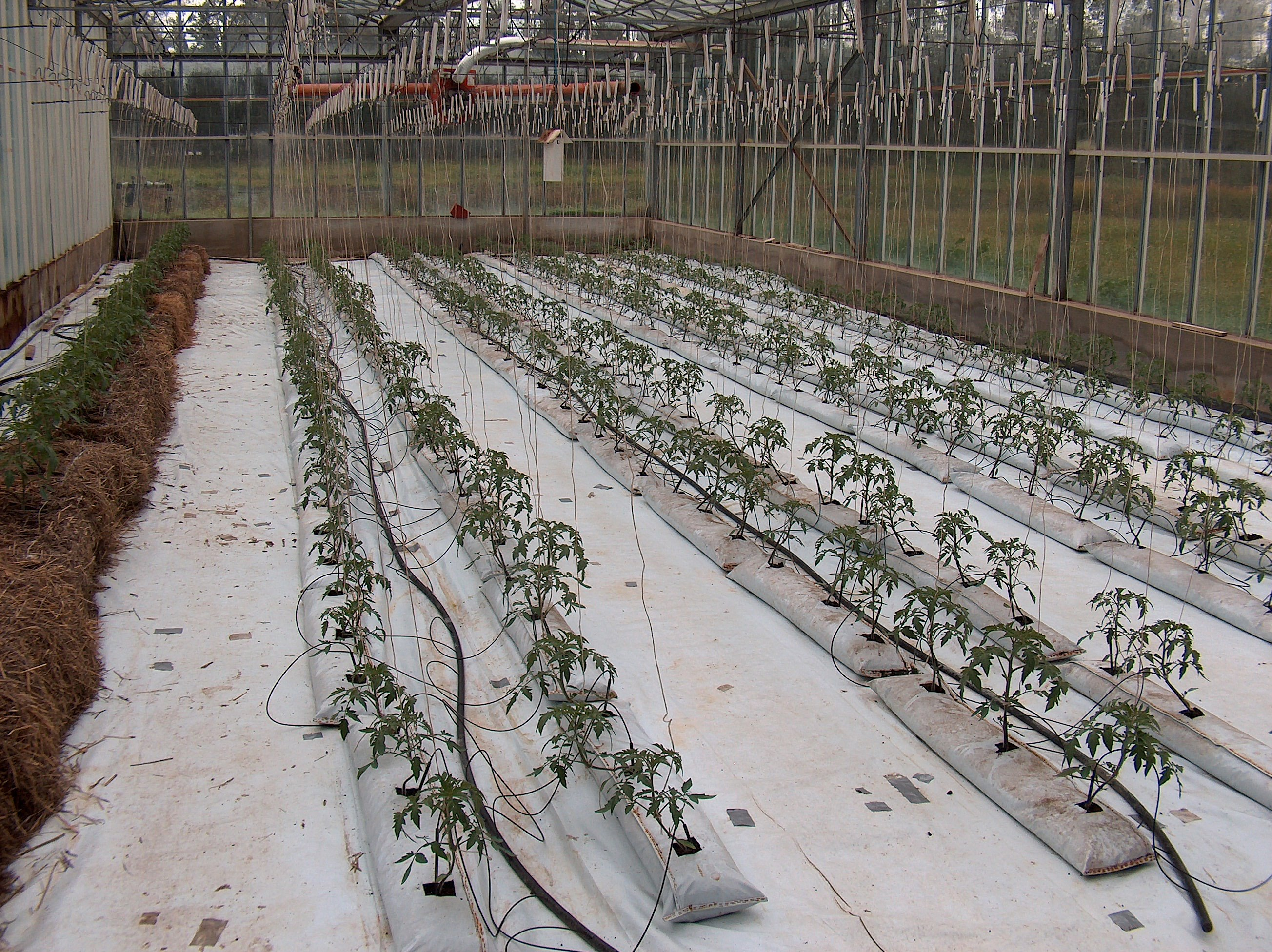
Culture hydroponique de tomates

Le rôle de l’agriculteur change, on ne lui demande plus seulement de nourrir le pays, il doit aussi rapporter des devises. Comme le dit  Valéry Giscard d’Estaing : « l’agriculture est le pétrole vert de la France ». Une partie des agriculteurs se modernisent, tandis que d'autres, de moins en moins nombreux et de plus en plus vieux, conservent le modèle d'une agriculture de subsistance. Cette modernisation du monde agricole conduit aussi à l'entrée de plain-pied de celui-ci dans la société de consommation.
Mais si la modernisation agricole conduit à l'enrichissement des uns, elle ruine chaque année des milliers de fermes: en 1946, dix travailleurs agricoles nourrissaient 55 personnes, contre 260 en 1975. La part de l'alimentation dans le budget des ménages diminue, la course aux bas prix entraînant une baisse des revenus, tandis que le prix de la terre agricole baisse d'environ 40 % partout en France des années 1980 aux années 1995, alors que la surface agricole utile diminue, les boisements et les friches s'étendant. La part revenant aux agriculteurs dans le prix payé par le consommateur n’a cessé de baisser. Pour toute la consommation alimentaire, elle est passée de 40 % en 1952 à 21 % en 1997 [réf. nécessaire].
En 1986, l'INSEE estime à 1 414 000 le nombre d'agriculteurs exploitants, et à 239 000 celui d'ouvriers agricoles, soit au total 7,7 % de la population active. Ils arrivent alors derrière les fonctionnaires (2 176 000), les cadres (2 074 000), les artisans et commerçants (1 763 000) ou les chômeurs (2 500 000), étant à peu près aussi nombreux que les étudiants (1 200 000). C'est le cas même dans des départements traditionnellement ruraux comme l'Ardèche. « En une génération, la France a vu disparaître une civilisation millénaire constitutive d’elle-même », constatait déjà Henri Mendras dans La Fin des paysans (1967). Désormais, on assiste à un vieillissement de la population agricole, et on ne compte plus qu'une installation pour quatre agriculteurs qui partent à la retraite. Beaucoup de jeunes agriculteurs, restent célibataires car ils ont des difficultés pour se marier à la campagne. En termes d'emploi, l'Aquitaine est la première région agricole (principalement végétale), 10 % des actifs y travaillant dans le secteur agricole alors que la moyenne nationale se situe autour de 4 %. Certains agriculteurs sont contraints d’avoir une autre activité salariée à côté (double activité).
Le statut des exploitations agricoles passe rapidement de la responsabilité individuelle avec donc imbrication du patrimoine individuel et entrepreneurial, à celui des statuts juridiques sociétaires à responsabilité limitée tel les GAEC ou les EARL.

## La modification des campagnes: néoruraux, résidences secondaires et reconversion des agriculteurs

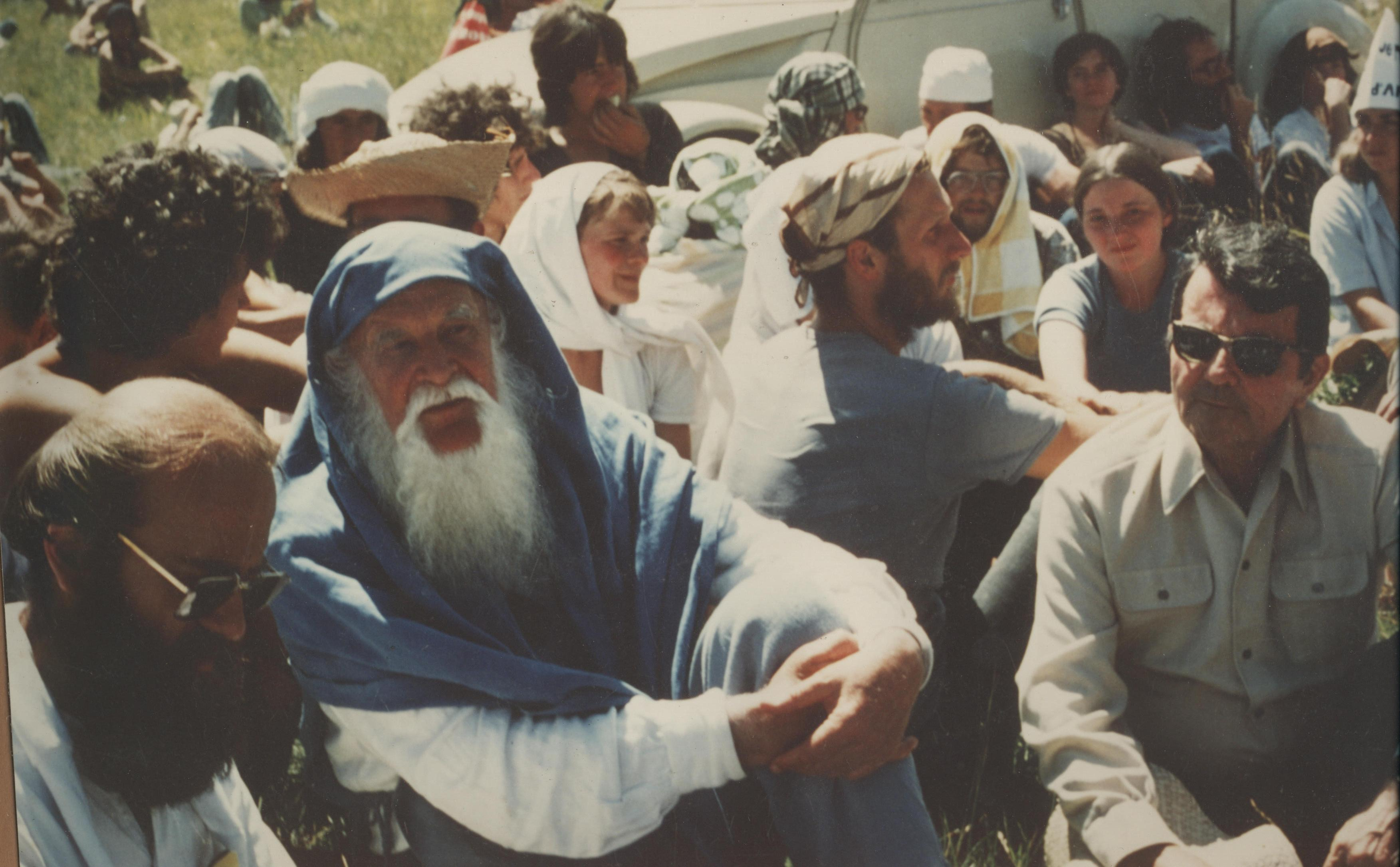
Lanza del Vasto, Jean-Marie Muller, Jacques de la Bollardière sur le plateau du Larzac.

Dès les années 1950, les premiers « néoruraux » investissent les régions les plus désertifiées du sud de la France: les Cévennes, les Pyrénées et les Alpes du Sud. Isolés au début, ils commencent à former des communautés plus nombreuses un peu avant mai 68 puis au milieu des années 1970, acmé du mouvement, lié aux hippies. L'Ardèche accueille une centaine de néoruraux par an durant cette période, ce qui est peu, mais peut représenter plus de 10 % de la population adulte dans les cantons les plus dépeuplés. Dès la fin des années 1970, les sociologues Danièle Léger et Bertrand Hervieu étudient ces mouvements. Certains fait divers choquent alors les esprits, allant à l'encontre d'une nature totalement domestiquée: ainsi, la mort de trois hommes, dont un gendarme, abattus en Ardèche, en 1977, par Pierre Conty, originaire de Grenoble, événement qui est resté gravé dans la mémoire collective,; ou encore la mort de deux touristes, abattus par un paysan de Lespéron en août 1986,.

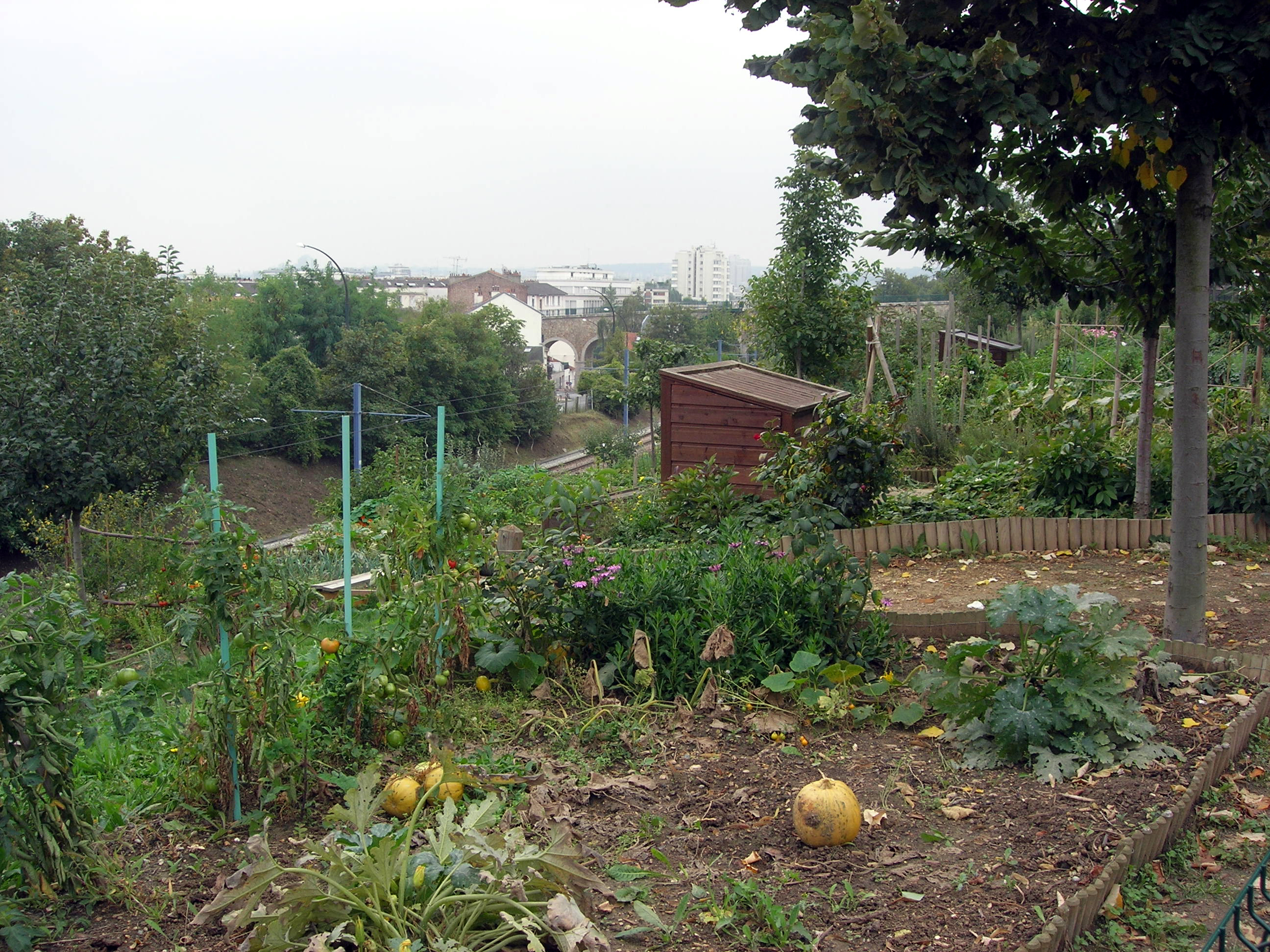
Jardin ouvrier à Saint-Cloud.

Le phénomène néorural, qui échoue la plupart du temps, mais conduit parfois à des implantations durables, est contemporain, à partir des années 1960, de l'augmentation importante des résidences secondaires et des pavillons à la périphérie urbaine, qui conduisent à un phénomène de rurbanisation. Le phénomène des résidences secondaires est très important en France, représentant 9,6 % du parc immobilier en 1982, pouvant atteindre entre 15 et 20 % de l'ensemble des logements dans des régions méditerranéennes ou en Auvergne (26,2 % en Corse, mais aussi 14,9 % en Basse-Normandie ou environ 12-13 % en Bourgogne ou Rhône-Alpes). Dans le pays d'Auge normand ou dans certaines régions d'Ardèche, celles-ci sont bien plus nombreuses que les fermes et les résidences permanentes.
Dans les années 1970, on a assisté à de nombreuses luttes paysannes. La plus célèbre étant celle menée sur le plateau du Larzac contre l’expropriation des terres au profit de l’armée. Ces luttes s’unissent à d’autres mouvements comme la grève des ouvrières de Lip en 1973, qui gèrent leur usine en autogestion.
Certains agriculteurs se reconvertissent aussi dans le tourisme rural (gîtes ruraux, Bienvenue à la ferme, création en 1987 de l'association Accueil paysan, etc.).

### L'agriculture traditionnelle, biologique, les AMAP
Plus récemment, les crises sanitaires à répétition, l'écologie, la « malbouffe », les OGM, le listéria, etc., ont fait prendre conscience aux consommateurs des limites de l'agriculture intensive. Les questions de sécurité alimentaire mais aussi de souveraineté alimentaire ont fait leur apparition dans le débat public. De nouvelles pratiques se mettent en place avec le concept de Consom'action, d’agriculture biologique, et la création d’AMAP visant à court-circuiter les réseaux de distribution commerciale et à améliorer la qualité de l'alimentation, via la mise en place d‘un contrat local entre « producteurs et mangeurs », la récolte étant payée à l'avance et les risques liés aux aléas climatiques partagés par les deux parties. Ces nouvelles pratiques semblent permettre un dialogue plus égalitaire entre agriculteur et urbain (commerce équitable).
Dans le même temps, par prudence ou conviction, des familles ayant une activité agricole immémoriale n'ont jamais cessé de vendre leurs différents produits au sein de leur ferme ainsi que sur les marchés de proximité et n'ont jamais fait commerce avec la grande distribution, les centrales d'achat, ou l'industrie agroalimentaire. De par ce fait, la vente directe, comme elle est nommée aujourd'hui en France, n'est pas une activité nouvelle.
En 2018, l'Assemblée générale des Nations unies adopte, sous l'impulsion de nombreux pays du "Sud", la Déclaration des Nations Unies sur les droits des paysans et des autres personnes travaillant dans les zones rurales, afin de redonner un souffle à l'agriculture paysanne.